# Barbus tyberinus
Barbus tyberinus es una especie de peces de la familia de los Cyprinidae en el orden de los Cypriniformes.

## Morfología
Los machos pueden llegar alcanzar los 60 cm de longitud total y los 4 kg de peso.

## Hábitat
Es un pez de agua dulce.

## Distribución geográfica
Es un endemismo de Italia. 